# Dau al Set
Dau al Set (« Dé sur le sept ») est un groupe artistique catalan d'avant-garde né à Barcelone autour de la revue homonyme (octobre 1948). Son seul titre (en Catalan, le dé sur le sept) annonçait déjà le caractère de rupture du groupe.

## Historique
Ses fondateurs sont le poète Joan Brossa, les peintres Antoni Tàpies, Joan Ponç, Joan-Joseph Tharrats et Modest Cuixart et le philosophe Arnau Puig. Plus tard s'y sont ralliés le poète et théoricien Juan-Eduardo Cirlot et le peintre Lluís Marsans.
Inscrit d’abord au mouvement dadaïste, Dau al Set a exploré l'hyperréalisme, le surréalisme et l'existentialisme pour converger finalement dans un style particulier, très éloigné de l'ambiance de ténèbres culturelles du premier franquisme. Le groupe se proposait de dynamiser l'art et la société catalane en les mettant en parallèle avec les grands mouvements culturels internationaux de ce moment-là. 
Après une trajectoire irrégulière et parfois turbulente, le groupe s'est dissous en 1951, bien que la revue ait survécu jusqu'en 1956, mais entièrement aux mains de son éditeur Tharrats, avec des collaborations étranges, et même contraires à son esprit initial. En dépit de ce court parcours, Dau al Set est réputé comme étant la première référence de la culture résistante de l'après-guerre espagnol, dont la valeur tant pionnière que "protéique" a été reconnue par les nouvelles générations artistiques du Pays.

## Impact
Dau al Set a connu un impact durable pour la continuation de l'avant-garde en Espagne sous un régime répressif et a contribué à la création du mouvement d'art informel durant les années 1950. Puis, par ses aspects magiques et fantastiques, le groupe à de nouveau fait parler de lui dans les années 1980.
Ce groupe a eu une influence auprès d'autres mouvements artistiques espagnols comme le Grup d'Elx et El Paso, et des artistes comme Joan Castejón, Eusebio Sempere ou Manolo Millares. Après la dissolution du mouvement  chacun des membres a développé son propre style : le plus connu est Antoni Tàpies qui a continué avec son style inspiré du surréalisme[réf. nécessaire].